# Viktoriden
Die Viktoriden (früher auch Zacconen genannt) sind eines der frühesten Adelshäuser der Schweiz und hatten von der ersten Hälfte des 6.  bis ins 8. Jahrhundert über zehn Generationen die höchsten weltlichen und geistlichen Ämter im frühmittelalterlichen Chur bzw. Churrätien inne. Nachweisbar sind sie seit dem 6. Jahrhundert. Benannt sind sie nach dem in der Familie oft vorkommenden Namen Viktor.
Als Begründer der Familie gilt Zacco, ein wohl um die Mitte des 6. Jahrhunderts von den Merowingern eingesetzter Militärführer, der Nachfolger eines rätischen Dux war. In einer der folgenden Generationen ging eine Familienangehörige der Zacconen eine Verbindung mit der einheimischen Familie der Viktoriden ein, die in Rätien um 600 eine politisch relativ unabhängige Stellung erlangt hatte und weltliche Ämter bekleidete.
Am Ende des 7. Jahrhunderts waren weltliche und geistliche Macht offenbar getrennt, denn in der 7. Generation erscheint ein Viktor als Bischof, sein Bruder Jactatus als Praeses. Auch unter den Söhnen Jactatus’ war um 720 die Macht geteilt: Vigilius war Bischof, Viktor praeses. Auch Victors Söhne Tello und Zacco teilten sich als Bischof und praeses die Macht. Nach dem Tod seiner Brüder vereinigte Tello die Macht dann wieder auf sich und übte eine klassische regionale Bischofsherrschaft in Churrätien aus.

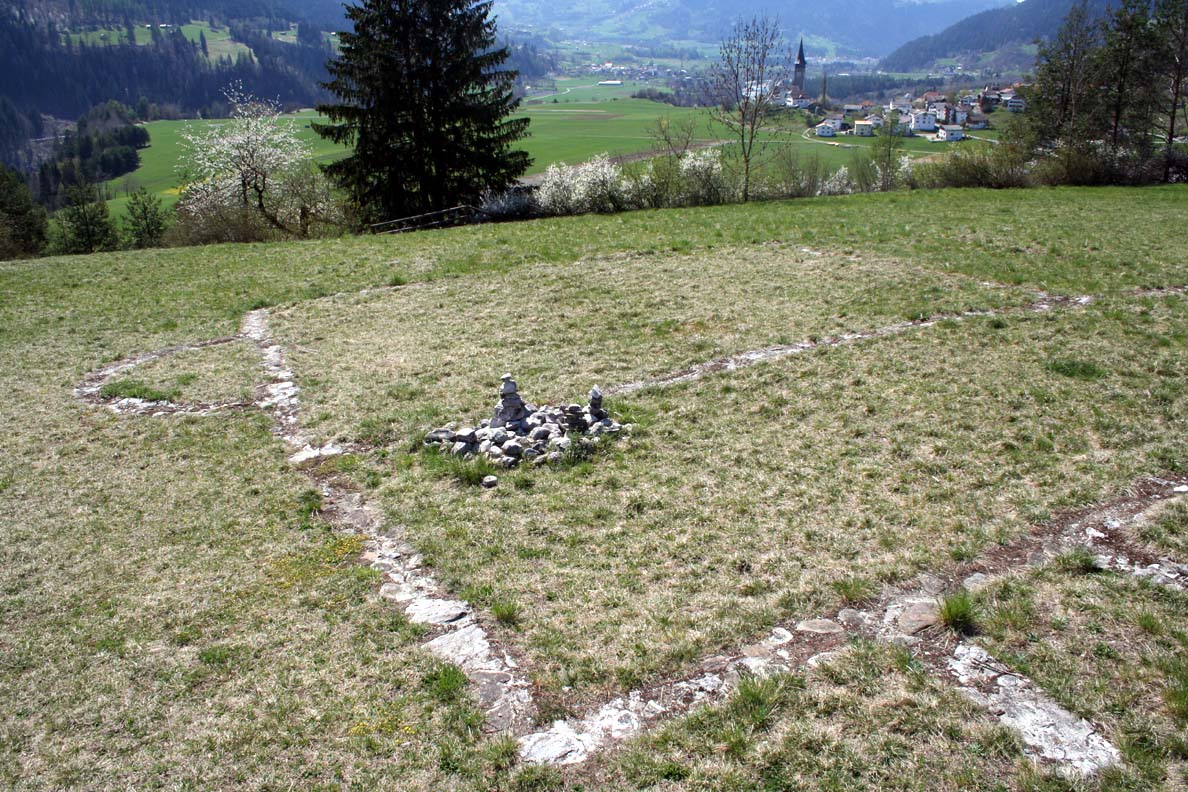
Mauerreste auf
Bregl da Heida

Mit Tellos Neffen Victor und seinen Nichten Teusinda und Odda, die noch im Zusatz zu Tellos Testament genannt werden, erlosch die Linie der Viktoriden.
Bekanntester Namensträger ist neben Tello Bischof Viktor I. Er ist 614 bezeugt, als er an der fünften Bischofssynode von Paris teilnahm. Die grösste Generalsynode des merowingischen Frankenreichs befasste sich mit Fragen der kirchlichen Rechtsordnung wie Freiheit der Bischofswahl und Kompetenz der kirchlichen Gerichte. Am 10. Oktober 614 unterzeichnete Viktor I. die Beschlüsse der Synode. Die Anwesenheit  Viktors auf der fränkischen Synode zeigt, dass das Bistum Chur fest in die fränkische Reichskirche integriert war.
In Sagogn ist bei Bregl da Heida ein Herrenhof der Viktoriden nachgewiesen.